# Forræder (Sæson 3)
 For alternative betydninger, se Forræder. (Se også artikler, som begynder med Forræder)
Forræder er tredje sæson af tv-serien Forræder på TV 2, hvor 18 kendte danskere deltager. Seriens vært er Lise Rønne. Sæsonen havde premiere fredag den 11. april 2025.

## Spilleregler
De 18 deltagere bliver delt op i to grupper: loyale og forrædere. Spillet er bygget op som en kamp mellem de loyale og forræderne, hvor det gælder om at spille hinanden ud. Forrædernes opgave er at myrde og forvise de loyale uden at blive afsløret af de loyale. De loyales opgave er at opsnappe hvem der er forræder, og få dem forvist fra spillet.
Om natten kan forræderne vælge enten at myrde en af de loyale eller at afpresse dem til at blive forræder, dog kan der max være tre forrædere.

## Deltagere
| Deltager                 | Beskæftigelse                       | Deltager-Rolle | Grund til exit      |
| ------------------------ | ----------------------------------- | -------------- | ------------------- |
| Ali Jassem               | Street-fodboldspiller               | Loyal          | Vinder (Episode 8)  |
| Nicky Andersen           | Koreograf og iværksætter            | Loyal          | Vinder (Episode 8)  |
| Emil Lange               | DJ og artist                        | Loyal          | Forvist (Episode 8) |
| Victor Lander            | Standupkomiker                      | Loyal          | Forvist (Episode 8) |
| Anne-Marie Rindom        | Professionel sejler                 | Forræder       | Forvist (Episode 8) |
| Marie Watson             | Twitch-streamer og influencer       | Loyal          | Forvist (Episode 8) |
| Eva Jin                  | Standupkomiker                      | Loyal          | Forvist (Episode 8) |
| Havshen "Hav" Nabaz      | Podcastvært                         | Loyal          | Myrdet (Episode 8)  |
| Rasmus Bruun             | Skuespiller, TV- og radiovært       | Forræder       | Forvist (Episode 7) |
| Signe Kragh              | Influencer                          | Loyal          | Myrdet (Episode 7)  |
| André Babikian           | Skuespiller                         | Loyal          | Forvist (Episode 6) |
| Lise Lotte Lohmann       | Skuespiller og entertainer          | Loyal          | Forvist (Episode 5) |
| Sarah Grünewald          | TV-vært, skuespiller og iværksætter | Forræder       | Forvist (Episode 4) |
| Thomas Korsgaard         | Forfatter og dramatiker             | Loyal          | Myrdet (Episode 4)  |
| Tine Aurvig-Huggenberger | Selvstændig konsulent               | Loyal          | Forvist (Episode 3) |
| Helge Adam Møller        | Fhv. politiker                      | Loyal          | Myrdet (Episode 3)  |
| Dak Wichangoen           | Kok                                 | Loyal          | Forvist (Episode 2) |
| Line Kirsten Nikolajsen  | Radio- og podcastvært               | Loyal          | Myrdet (Episode 2)  |

Notes
1. ↑  Victor blev fristet af forræderne i episode 5, men valgte at sige nej

## Episoder

### Gevinst
Oversigt over hvad opgaverne har af tilbudt af pengesum og indtjent mængde.
|                | Spillet om  | Modtaget    | Efter auktion |
| -------------- | ----------- | ----------- | ------------- |
| Episode 1      | 40.000 kr.  | 40.000 kr.  | Ikke muligt   |
| Episode 2      | 24.000 kr.  | 8.000 kr.   | Ikke muligt   |
| Episode 3      | 25.000 kr.  | 25.000 kr.  | Ikke muligt   |
| Episode 4      | 20.000 kr.  | 4.000 kr.   | Ikke muligt   |
| Episode 5      | 40.000 kr.  | 28.000 kr.  | 20.000 kr.    |
| Episode 6      | 30.000 kr.  | 20.000 kr.  | Ikke muligt   |
| Episode 7      | 36.000 kr.  | 34.600 kr.  | Ikke muligt   |
| Episode 8      | 50.000 kr.  | 50.000 kr.  | Ikke muligt   |
| Samlet gevinst | 265.000 kr. | 201.600 kr. | Ikke muligt   |

Notes
1. ↑  Ved episode 5 mission skulle hver spiller på skift byde på at få et skjold, hvori den højestbydende ville få skjoldet og beløbet vil blivet fratrukket de 28.000 vundne kr..

### Modtager af Skjold
Skjoldet gør at man kan sove trygt om natten, da forræderne ikke kan myrde en natten derpå.
| Deltager           | Episode 1 | Episode 2 | Episode 3 | Episode 4 | Episode 5 | Episode 6 | Episode 7 | Episode 8 |
| ------------------ | --------- | --------- | --------- | --------- | --------- | --------- | --------- | --------- |
| Signe Kragh        | Yes       |           |           |           |           |           |           |           |
| Lise-Lotte Lohmann | Yes       |           |           |           |           |           |           |           |
| Emil Lange         | Yes       | Yes       |           | Yes       |           |           |           |           |
| Eva Jin            |           | Yes       |           |           |           |           |           |           |
| Victor Lander      |           | Yes       | Yes       |           |           |           |           |           |
| Ali Jassem         |           |           | Yes       |           |           |           |           |           |
| Nicky Andersen     |           |           | Yes       |           | Yes       | Yes       | Yes       |           |

### Modtager af Daggert
Daggerten gør at man har en ekstra stemme ved det runde bord.
| Deltager            | Episode 1 | Episode 2 | Episode 3 | Episode 4 | Episode 5 | Episode 6 | Episode 7 | Episode 8 |
| ------------------- | --------- | --------- | --------- | --------- | --------- | --------- | --------- | --------- |
| Lise-Lotte Lohmann  |           |           | Yes       |           |           |           |           |           |
| André Babikian      |           |           |           | Yes       |           |           |           |           |
| Havshen "Hav" Nabaz |           |           |           |           | Yes       |           |           |           |
| Ali Jassem          |           |           |           |           |           |           | Yes       |           |

## Modtagelse
Jyllands-Posten kaldte i sin anmeldelse konceptet i Forræder for genial tv-underholdning, når det blev spillet rigtigt og af de rigtige personer, og konstaterede, at Danmark var blevet et land, hvor forræderi og manipulation på bizar og kløgtig vis var blevet gjort til den nye familieunderholdning. Avisen tildelte sæsonen fire stjerner ud af seks mulige. I Ekstra Bladet tildelte anmelderen tre stjerner og mente, at persongalleriet ikke var lige så kedeligt og politisk korrekt som i tidligere sæsoner.